# Торе дел Падиљионе (Латина)
Торе дел Падиљионе је насеље у Италији у округу Латина, региону Лацио.
Према процени из 2011. у насељу је живело 90 становника. Насеље се налази на надморској висини од 57 м.